# Nattasha Nauljam

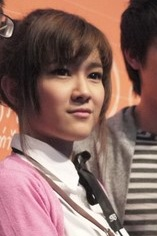
Nattasha Nauljam (2011)

Nattasha Nauljam (thailändisch: ณัฐชา นวลแจ่ม, RTGS: Natthacha Nuanchaem, Spitzname Nat, แนท; * 16. September 1992 in Pattaya, Thailand) ist eine thailändische Schauspielerin. Sie studierte Kommunikationswissenschaft an der Rangsit-Universität.

## Filmografie
- 2011: SuckSeed
- 2012: Seven Something (รัก 7 ปี ดี 7 หน)